# Luka Bijelović
Luka Bijelović (en serbe : Лука Бијеловић), né le 11 avril 2001 à Subotica en Serbie, est un footballeur international serbe qui évolue au poste d'ailier droit au Spartak Subotica.

## Biographie

### En club
Né à Subotica en Serbie, Luka Bijelović est notamment formé par le club local du FK Spartak Subotica. C'est avec ce club qu'il fait ses débuts professionnels, jouant son premier match le 6 août 2018, lors d'une rencontre de championnat face au FK Proleter Novi Sad. Il entre en jeu et son équipe s'incline ce jour-là (0-4 score final).
Le 16 février 2019, Bijelović signe son premier contrat professionnel avec le FK Spartak Subotica.
Il inscrit son premier but en professionnel le 13 juin 2020, lors d'une rencontre de championnat face au FK Mačva Šabac. Il entre en jeu et participe à la victoire de son équipe par quatre buts à un.

### En sélection
Luka Bijelović représente l'équipe de Serbie des moins de 17 ans. Il joue un total de trois matchs avec cette sélection, tous en 2017.
Il fait également trois apparitions avec les moins de 18 ans entre 2018 et 2019.
En janvier 2023, il est retenu par Dragan Stojković, le sélectionneur de l'équipe nationale de Serbie pour des matchs amicaux. Il honore sa première sélection avec la Serbie le 26 janvier 2023 contre les États-Unis. Il entre en jeu et son équipe s'impose par deux buts à un,.